# جيم أوليفر
جيم أوليفر (بالإنجليزية: Jim Oliver)‏ (3 ديسمبر 1941 في المملكة المتحدة - ) هو لاعب كرة قدم بريطاني في مركز الهجوم. لعب مع برايتون أند هوف ألبيون وكولتشستر يونايتد ونادي فالكيرك ونورويتش سيتي ونادي كينغز لين ولينليثغو روز ‏.